# Sonatina pro klarinet a klavír (Martinů)
Sonatina pro klarinet a klavír (Martinů) (H. 356) (en: Clarinet Sonatina (Martinů)) je hudební dílo českého skladatele Bohuslava Martinů dokončené 20. ledna 1956 v New Yorku, pouhé tři roky před smrtí. Nepatří k jeho stěžejním dílům, která jsou nejvíce ceněna a získala autorovi trvalé uznání.
Sonatina trvající asi 10 minut se skládá se ze tří vět navazujících na sebe bez přerušení:
- Moderato - Allegro,
- Andante,
- Poco allegro.

Pro B. Martinů bylo typické, že svou práci na závažných dílech většího rozsahu občas přerušoval a ve vzniklých pauzách psal drobnější skladby. Takto v roce 1956 přerušil svou práci na "Inkantacích", tj. Koncertu pro klavír a orchestr č. 4 a v době duševního odpočinku vytvořil Sonatinu pro klarinet a klavír.
Je to jedno z často hraných děl B. Martinů, sólový klarinetista zde prokazuje svou techniku i zvukovou barevnost nástroje; to většinou publikum oceňuje. Je patrno, že na její tvorbu měl vliv Claude Debussy a Igor Stravinský. Přestože autorovi již muselo být v době tvorby jasno, že se asi do své vlasti již nikdy nevrátí, není to na atmosféře sonatiny cítit, naopak z ní vyvěrá dobrá nálada.